# Awenina
Awenina – białko występujące głównie w ziarnach owsa. Temu białku przypisuje się korzystny wpływ na temperament zwierząt.